# 水泉 (地名)
水泉，是台灣屏東縣恆春鎮的一個傳統地域名稱，位於該鎮西南部。相較於今日行政區，其範圍大致包括水泉里不含北部西側凸出部分及北半葉的東部邊界地帶及南半葉的東北部邊界地帶、大光里西南端、山海里南部邊界地帶偏東段。
本地區境內主要聚落為頂水泉、下水泉、白沙、大茄苳、樹林，設有水泉國小。

## 歷史
台灣日治初期，水泉地區為一街庄，稱為「水泉庄」（舊制街庄），隸屬於德和里。該庄昔日北與龍泉水庄為鄰，東與大樹房庄為鄰，南邊臨巴士海峽，西邊臨台灣海峽。
1901年（日治明治三十四年）11月11日，全台廢縣廳改設二十廳，該庄隸屬於恆春廳。1904年（明治三十七年）5月1日，該庄編入「龍泉水區」，隸屬於恆春廳。1909年（明治四十二年）10月25日，全台合併二十廳為十二廳，龍泉水區改隸屬於阿緱廳。1920年（大正九年）10月1日，全台地方制度大改正，廢十二廳改設五州二廳，該庄改制為「水泉」大字，隸屬於高雄州恆春郡恆春庄（新制街庄）。1940年（昭和十五年）6月17日，恆春庄改制為恆春街。
戰後恆春街改制為恆春鎮，隸屬於高雄縣，大字亦改制為里。1950年（民國39年）10月1日，高、屏分治，恆春鎮改隸屬於屏東縣。
相較於今日行政區，本地區的範圍大致包括水泉里不含北部西側凸出部分及北半葉的東部邊界地帶及南半葉的東北部邊界地帶、大光里西南端、山海里南部邊界地帶偏東段。

## 聚落
本地區發展較早的聚落為頂水泉、下水泉、許林盤（已消失）、檳榔腳（已消失）、白沙、大茄苳、樹林，在日治期初期的官方地圖上已有記載。

## 交通
鄉道屏166線是樹林至砂尾堀的道路，其西側端點（起點）位於本地區中北部、樹林聚落的樹林路路口。

## 學校
- 水泉國小

## 景點
- 貓鼻頭
  - 貓鼻頭公園